# Forn del Ros
El Forn del Ros és una obra de Horta de Sant Joan (Terra Alta) inclosa a l'Inventari del Patrimoni Arquitectònic de Catalunya.

## Descripció
Construcció d'origen medieval, molt reformada, que encara conserva l'aparell de carreus de pedra ben tallats als basaments i als elements de reforç. Cal destacar-ne la porta d'accés, amb arc de mig punt adovellat, i el ràfec de lloses de pedra.
La façana està molt refeta, amb portes i finestres allindades amb fusta i pedra que són d'obra recent.